# Enrique Iglesias (album)
Enrique Iglesias je debutové album španělského popového zpěváka a skladatele Enrique Iglesiase. Vydáno bylo 21. listopadu 1995 vydavatelstvím Fonovisa Records.

## Komerční úspěch
Album bylo úspěšné na hitparádách ve španělsky mluvících zemích. V žebříčku Billboard Top Latin Albums debutovalo 23. prosince 1995 na 38. místě, o pět týdnů později se vyšplhalo do první desítky. 25. května 1996 odsunulo z prvního místa album Dreaming of You od Seleny, americké zpěvačky s mexickými kořeny, které bylo v tomto žebříčku první dvacet osm po sobě jdoucích týdnů. Album Enrique Iglesias pak bylo na 1. místě deset po sobě jdoucích týdnů, později ho nahradilo album Macarena Mix španělského dua Los del Río.
Celkem v žebříčku Billboard Top Latin Albums setrvalo album Enrique Iglesias 100 týdnů, přičemž 73 týdnů bylo v top desítce.
V Portugalsku po prvním týdnu prodeje získalo album certifikaci zlatá deska. Ve Spojených státech bylo 18. listopadu 1996 certifikováno platinovou deskou a stalo se jedním z nejprodávanějších španělských alb všech dob v této zemi. Celosvětově se prodalo více než 6 milionů desek.
Albun rovněž získalo cenu Grammy za nejlepší latinskoamerické popové album při 39. ročníku udílení cen Grammy (26. února 1997). 

## Seznam skladeb
1. No Llores Por Mi
2. Trapecista
3. Por Amarte
4. Si Ti Te Vas
5. Si Juras Regresar
6. Experiencia Religiosa
7. Falta Tanto Amor
8. Inalcanzable
9. Muneca Cruel
10. Inventame

## Hitparády
| Hitparáda                     | vrchol |
| ----------------------------- | ------ |
| Belgie                        | 21.    |
| Holandska albová hitparáda    | 67.    |
| Mexican Top 100 Albums Chart  | 1.     |
| Nizozemská albová hitparáda   | 67.    |
| Portugalska albová hitparáda  | 2.     |
| Španělská albová hitparáda    | 1.     |
| US Billboard 200              | 148.   |
| US Billboard Top Latin Albums | 1.     |
| US Billboard Latin Pop Albums | 1.     |

## Certifikace a prodejnost
| Certifikace a prodejnost | Certifikace a prodejnost | Certifikace a prodejnost | Certifikace a prodejnost | Certifikace a prodejnost |
| Země                     | certifikace              | prodejnost               | organizace               |                          |
| ------------------------ | ------------------------ | ------------------------ | ------------------------ | ------------------------ |
| Argentina                | platinová deska          | 60 000                   | CAPIF                    |                          |
| Brazílie                 | zlatá deska              | 200 000                  | Pro-Música Brasil        |                          |
| Portugalsko              | platinová deska          | 40 000                   | AFP                      |                          |
| Spojené státy            | platinová deska          | 1 000 000                | RIAA                     |                          |
| Španělsko                | 4× platinová deska       | 400 000                  | PROMUSICAE               |                          |

## Obsazení
- Enrique Iglesias – zpěv
- Francis Benítez – zpěv v pozadí
- Leyla Hoyle – sborový zpěv (v pozadí)
- Carlos Murguía – sborový zpěv (v pozadí)
- Kenny O'Brian – zpěv v pozadí
- Stephanie Spruill – hlasový doprovod v pozadí
- Scott Alexande – basová kytara
- Gregg Bissonette – bicí
- Robbie Buchanan – Hammondovy varhany
- Rafael Pérez-Botija – produkce hudby, organizátor, aranžér
- Luis Conte – perkuse
- George Doering – kytara
- Christian Kolm– kytara
- Michael Landau – kytara
- Roberto Morales – kytara, skladatel, aranžér
- Manuel Santisteban – organizátor, klávesy
- Randy Waldman – klavír